# Kastell Oberstimm
Das Kastell Oberstimm war ein römisches Kohortenkastell bei Oberstimm, einem Ortsteil des Marktes Manching im Landkreis Pfaffenhofen an der Ilm, Bayern. Die Anlage wurde zunächst zur Sicherung des Donaulimes errichtet und nach der Vorverlegung der Grenzanlagen verstärkt als Nachschub- und Versorgungsbasis genutzt.

## Lage
Die Besiedlung des Oberstimmer Raumes lässt sich mit zeitlichen Unterbrechungen bis zur steinzeitlichen Kultur der Glockenbecher während des Endneolithikums zurückverfolgen. Die Römer nutzten bei der Errichtung des Kastells die bereits von den Kelten angelegte wegetechnische Infrastruktur und errichteten die Anlage an der Kreuzung zweier wichtiger Verkehrsverbindungen. Eine Trasse verlief auf der südlichen Niederterrasse der Donau von Westen nach Osten, die andere querte als Furt den Fluss von Norden nach Süden. Die Garnison lag mit ihrer Westfront fast unmittelbar am südlichsten Donauarm des zu dieser Zeit stark verästelten Stroms. Bis heute umschreibt die Manchinger Straße im historischen Ortszentrum die Ost- und Südfront des Kastells, während die Barthelmarktstraße den ungefähren Verlauf der nördlichen Umwehrung der Garnison widerspiegelt.

## Forschungsgeschichte
Erste Hinweise auf eine römische Siedlungsstelle lieferte ein Gräberfeld, das 1866/1867 während des Eisenbahnbaus von München nach Ingolstadt angeschnitten wurde. Bereits 1906 mutmaßte der Ingolstädter Bezirksarzt und Medizinalrat Karl Vierling, dass auf einer kleinen Erhebung über dem Barthelmarkt in Oberstimm, die den Flurnamen „Auf der Wiege“ trug, ein Militärstandort existiert haben könnte. Vierlings Schlussfolgerungen dazu nahmen auch den in Oberstimm jährlich abgehaltenen Barthelmarkt ein,

„der nach der Ueberlieferung der Gegend schon ein Tauschhandelsplatz zwischen den Römern und den Ureinwohnern gebildet haben soll und heute noch ein für die Bedeutung der kleinen Ortschaft Oberstimm unverhältnismäßig großes Ansehen besitzt und aus weiter Ferne besucht wird.“

Vierling konnte noch deutliche topographische Senken und Höhen rund um das gemutmaßte Kastellareal ausmachen und nahm aufgrund dieser Untersuchungen an, dass die Fortifikation rund 126 × 103/110 Meter umfasst haben müsste. Kleine Nachgrabungen, bei denen sich unter anderem Keramik und Ziegelplatten mit eingeritztem Rautenmuster fanden, bestätigten die Vermutung. Aus der gemutmaßten Flur kam noch im 19. Jahrhundert reichhaltiges ausgeackertes Kalksteinmaterial hervor. Damit war es möglich, einen Schweinestall zu errichten.
Doch erst dem Major und Archäologiepionier Hermann Witz (1868–1936) gelang es mit Unterstützung des Historischen Vereins Ingolstadt im Jahr 1909, in der Flur „Auf der Wiege“ erste Mauerzüge der Garnison freizulegen. Da das Gebiet des Oberstimmer Kastells bereits vor seiner ersten archäologischen Erfassung teilweise überbaut war, gelang es nur schrittweise, einen Gesamteindruck zu gewinnen. Danach kam es zu einem jahrzehntelangen Stillstand der Forschungen.
Im Jahr 1955 beschäftigte sich der Archäologe Günter Ulbert mit dem Datierungsansatz des Kastells. Fundstücke im damaligen Schloss-Museum Ingolstadt, heute das Stadtmuseum, wiesen eindeutig auf eine claudische Zeitstellung hin. In Oberstimm selber war der dortige Volksschulrektor und Hobbyarchäologe Josef Kneitinger in den Nachkriegsjahren tätig. Er beobachtete Tiefbauarbeiten und barg dabei zahlreiche Fundstücke. Es gelang ihm bei seiner Tätigkeit auch, den ungefähren Verlauf der Grabenanlage des Kastells festzustellen und diesen 1961 zu kartieren.
Auf Basis dieser Forschungen begannen unter Einbeziehung des Bayerischen Landesamts für Denkmalpflege im September 1968 die wissenschaftlichen Ausgrabungen auf dem Kastellgelände. Als örtlicher Grabungsleiter zeichnete der Grabungstechniker Heinz-Jürgen Köhler verantwortlich. Wissenschaftlich begleitete ihn der Archäologe Hans Schönberger. Die Grabungen wurden im Auftrag und mit Mitteln der Römisch-Germanischen Kommission und der Deutschen Forschungsgemeinschaft durchgeführt. Die vier Grabungskampagnen endeten im Juni 1971. Dabei wurden rund 4500 Quadratmeter des Kastells aufgedeckt. Im Jahr 1982 wurden nordöstlich der Fortifikation durch den Archäologen Karl Heinz Rieder zwei große Hallenbauten aufgedeckt, die als Horrea (Speicherbauten) interpretiert werden konnten.
In den Jahren 1984 und 1985 fanden erneut Grabungen statt. Sie konzentrierten sich auf dem von einer Hofstelle eingenommenen Grundstück an der Manchinger Straße 19, das 1300 Quadratmeter umfasste. Dort war das Kastellareal durch die für 1985 geplante Errichtung eines Bank- und Wohngebäudes an seiner östlichen Umwehrung von einer endgültigen Zerstörung bedroht. Von Amts wegen wurde daher in diesem Bereich, der den Südteil der bisher unbekannten Porta praetoria (Lagerhaupttor) einnahm, eine Rettungsgrabung eingeleitet. Die im Spätherbst 1984 aufgenommenen Notbergungen durch die Grabungstechnikerin Petra Summerer vom Grabungsbüro Ingolstadt des Bayerischen Landesdenkmalamtes lieferten wichtige Ergebnisse. Nach Abbruch des landwirtschaftlichen Anwesens und dem Beginn der Grabungen mussten die Arbeiten durch das Einsetzen eines strengen Winters abgebrochen werden, so dass anschließend unter hohem Zeitdruck erst von April bis August 1985 weitergearbeitet werden konnte, um den Zeitplan für den Bau des Bankgebäudes nicht zu gefährden. Die Grabungen fanden in Zusammenarbeit mit Köhler statt.
Als die komplexen Bauverhältnisse und Grabenstrukturen nach einer ersten Auswertung der Befunde von der Porta praetoria vorlagen, sollten noch einmal die Verhältnisse an der Westseite des Kastells überprüft werden. Möglicherweise war 1968 der jetzt am Osttor beobachteten Doppelgraben übersehen worden. Köhler legte daher vom 27. Oktober bis 7. November 1986 gegenüber dem bekannten einfachen Graben an der Porta decumana (rückwärtiges Lagertor) einen 43 Meter langen Suchschnitt an, der letztendlich die Beobachtungen von 1968 bestätigte. Jedoch stieß Köhler bei dieser Suche unverhofft auf eine verlandete römerzeitliche Schifflände. Es gelang dort, zwei rund 17 Meter lange Militärschiffe zu bergen, die heute zu den Glanzpunkten des Kelten-Römer-Museums in Manching gehören. In der Folge fanden von 1990 bis 1992 weitere Untersuchungen auf dem Kastellgelände statt.
Nördlich des Kohortenkastells bestand zu einem unbestimmten frührömischen Zeitpunkt auch ein in Holz-Erde-Technik errichtetes Kleinkastell.

## Baugeschichte

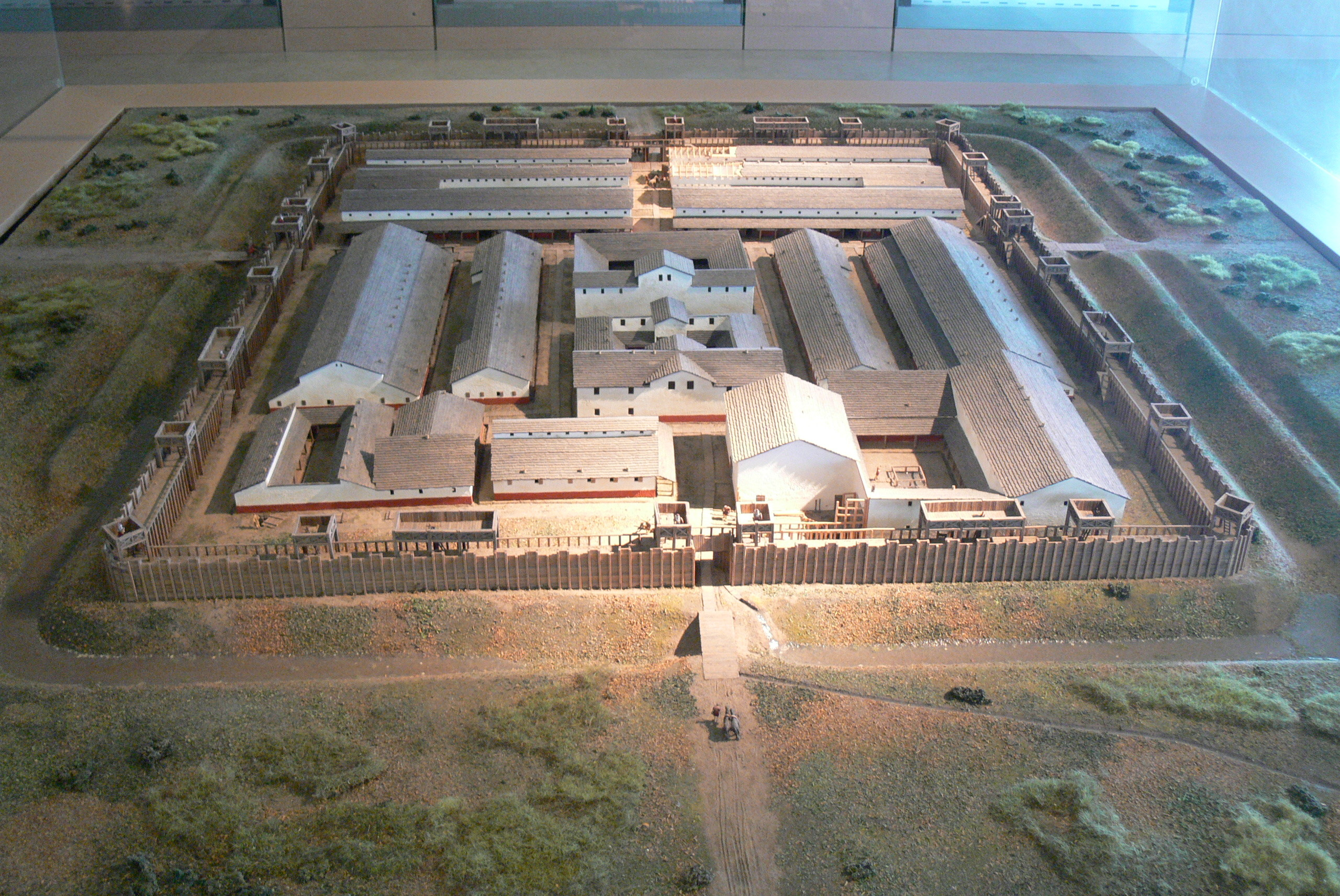
Modell des Kastells mit der rückwärtigen Porta decumana von Westen in seiner zweiten Bauphase der ersten Periode (Kelten-Römer-Museum Manching)

Offensichtlich war das spätere Kastellareal in vorrömischer Zeit nur geringfügig besiedelt. Während der Grabungen unter Köhler fanden sich lediglich vier spätlatènezeitliche Keramikscherben und fünf weitere, die sich nicht datieren ließen. Aufgrund eines einzelnen Ziegelstempels, der im Kastell Oberstimm gefunden wurde, könnte die in flavischer Zeit (69–96) dort stationierte Truppe die Cohors III Thracum civium Romanorum equitata bis torquata gewesen sein, bevor sie anschließend in das Kastell Künzing (Castra Quintana) verlegt wurde, wo sie erneut Ziegelstempel hinterließ, die der Zeit zwischen 90 und 135 zugeordnet werden. Ziegelstempel der Cohors III Thracum civium Romanorum equitata aus früh- und mittelflavischer Zeit wurden allerdings auch im Kastell Moos-Burgstall entdeckt, so kann auch an eine Stationierung in diesem Lager denkbar sein. Vielleicht war jeweils nur eine Vexillation der Truppe an verschiedenen Orten tätig. Der Archäologe Hans Schönberger (1916–2005) hegte den Verdacht, dass der Stempel der Thrakerkohorte in neuerer Zeit nach Oberstimm verschleppt worden war, da er 1929, just in dem gleichen Jahr, in dem die ersten Künzinger Stempel gefunden wurden, auftauchte.

### Periode 1
Römische Ingenieure errichteten wohl bereits in den 40er Jahren des 1. Jahrhunderts n. Chr. die mit ihren Hauptachsen genau west-östlich orientierte Anlage auf einer natürlichen, wohl mehr oder weniger rechteckigen, plateauartigen Fläche. An ihrer Westflanke fiel das Gelände leicht zur Talaue hin ab. In diesem Bereich liegt heute das Festgelände des Barthelmarktes. Die Innenfläche der rechteckigen Anlage mit abgerundeten Ecken (Spielkartenform) umfasst 132 × 108 Meter (= 1,43 Hektar). Die Archäologin und Sigillataexpertin Barbara Pferdehirt sah in der umfangreichen Töpferreihe einen sicheren Hinweis darauf, dass der von Schönberger in die 40er Jahre postulierte Beginn der römischen Besetzung Oberstimms nach 43 n. Chr. anzusetzen ist. Andere, gut dokumentierte Keramiken belegen eine Gründung zumindest vor 61 n. Chr. Aus ihren Überlegungen heraus mutmaßte Pferdehirt die Errichtung des Kastells erst in die Regierungszeit des Kaisers Nero (54–68). Diese zeitliche Zuordnung würde sich mit den Beobachtungen des Archäologen Hans-Günther Simon (1925–1991) in Einklang bringen lassen, der feststellte, dass Oberstimm jünger sein müsste, als Kastell Aislingen. Schönberger widersprach Pferdehirts Auffassung einer neronischen Gründung.

#### Umwehrung

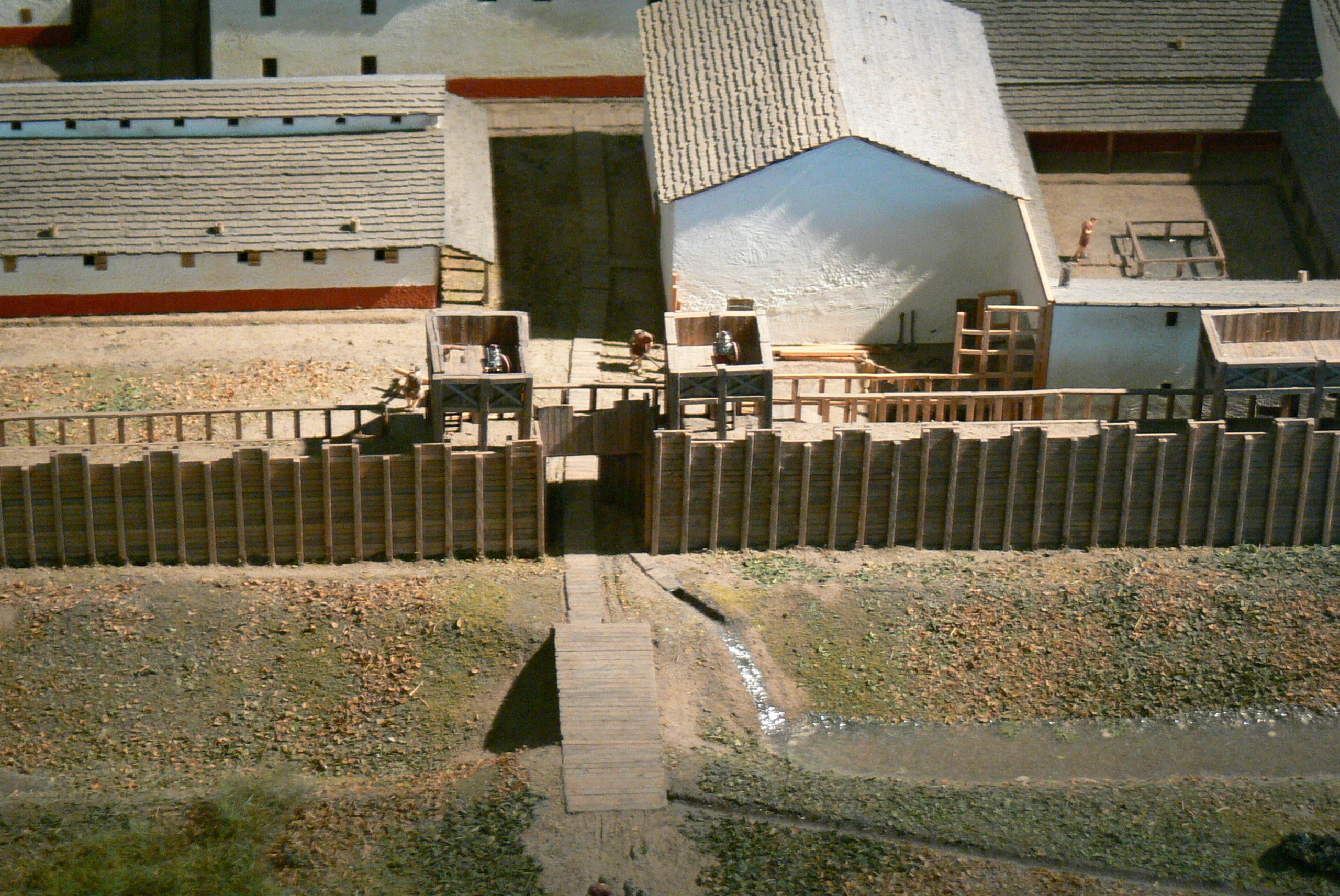
Der westliche Umfassungsgraben mit der Holz-Erde-Mauer während der Periode 1

Das Holz-Erde-Lager besaß im Westen, zur Donau hin, lediglich einen Umfassungsgraben, an allen drei anderen Seiten war ein Doppelgrabensystem erkennbar, das miteinander verbunden war. Bei den Grabungen von 1968 bis 1971 konnte diese Grabenanlage bei nicht bis zur Sohle untersucht werden, da das stark in die Fläche eindringende Grundwasser alle Versuche zunichtemachte. Der zur Periode 1 und 2 gehörende vorgelagerte innere Graben war rund zehn Meter breit und lag zwischen 2,25 und 2,70 Meter unter der Oberkante des ersten Planums. Anhand eines eindeutig datierbaren reliefverzierten Terra-Sigillata-Fragments der Saturninus-Satto-Töpfereien aus Mittelbronn, das 0,30 Meter über der Sohle des Grabens I geborgen wurde, ließ sich nachweisen, dass dieses Grabenwerk noch in traianisch-frühhadrianischer Zeit bis zum Grund hin offen gehalten wurde.
Bei den Untersuchungen von 1984 und 1985 an der östlich gelegenen Porta praetoria konnten durch Summerer und Köhler wichtige neue Erkenntnisse zur Umwehrung gewonnen werden. Hier war der innere Graben im Planum 1 noch 11 Meter breit und 2,60 Meter tief. Wie bereits von den älteren Untersuchungen an der einspurig ausgebauten Porta decumana im Westen der Anlage bekannt, war auch die Porta praetoria der Perioden 1 und 2 als dreiphasiges Bauwerk erkennbar. Sie besaß eine doppelte Durchfahrt und wurde von zwei Türmen flankiert, die als Sechspfostenbau ausgeführt waren. Laut dem Befundplan Summerers und Köhlers setzte dieser Graben vor der Zufahrt zur Porta praetoria nicht aus. Die Grabungstechnikerin konnte am nördlichen Rand der untersuchten Fläche die Mittelpfosten der Torbrücke erfassen.
Die hinter dem Grabenwerk angelegte Umfassungsmauer der Perioden 1 und 2 bestand aus einer Holz-Erde-Konstruktion. Der Aushub aus den Gräben wurde zwischen einem kastenförmigen Holzverbau angehäuft, der durch Pfostenstellungen und mit Hilfe von starken eisernen Nägeln zusammengehalten wurde. Diese meist quadratischen Pfosten standen in rund 0,50 Meter breiten und bis zu 1,80 Meter tiefen Gräbchen. Die Abstände zwischen den Pfosten betrugen von deren Mitte gemessen 1,0 bis 1,10 Meter. Köhler konnte diese 3,25 Meter breite Holz-Erde-Mauer an der Westseite des Kastells auf einer Länge von 31 Metern untersuchen. Dabei zeigte sich, dass die ringförmig um das Kastellinnere verlaufende Via sagularis (Wallstraße) in diesem Bereich etwas mehr als zwei Meter breit war. Die Berme war in diesem Abschnitt ebenfalls zwei Meter breit. An der Nordfront wurde die Via sagularis mit einer Breite von 6,50 Metern eingemessen. Neben den vier Ecktürmen wurden in Oberstimm in beiden Bauperioden auch Zwischentürme angelegt. An allen vier Seiten des Kastells gab es ein von Türmen flankiertes Zugangstor.

#### Innenbebauung

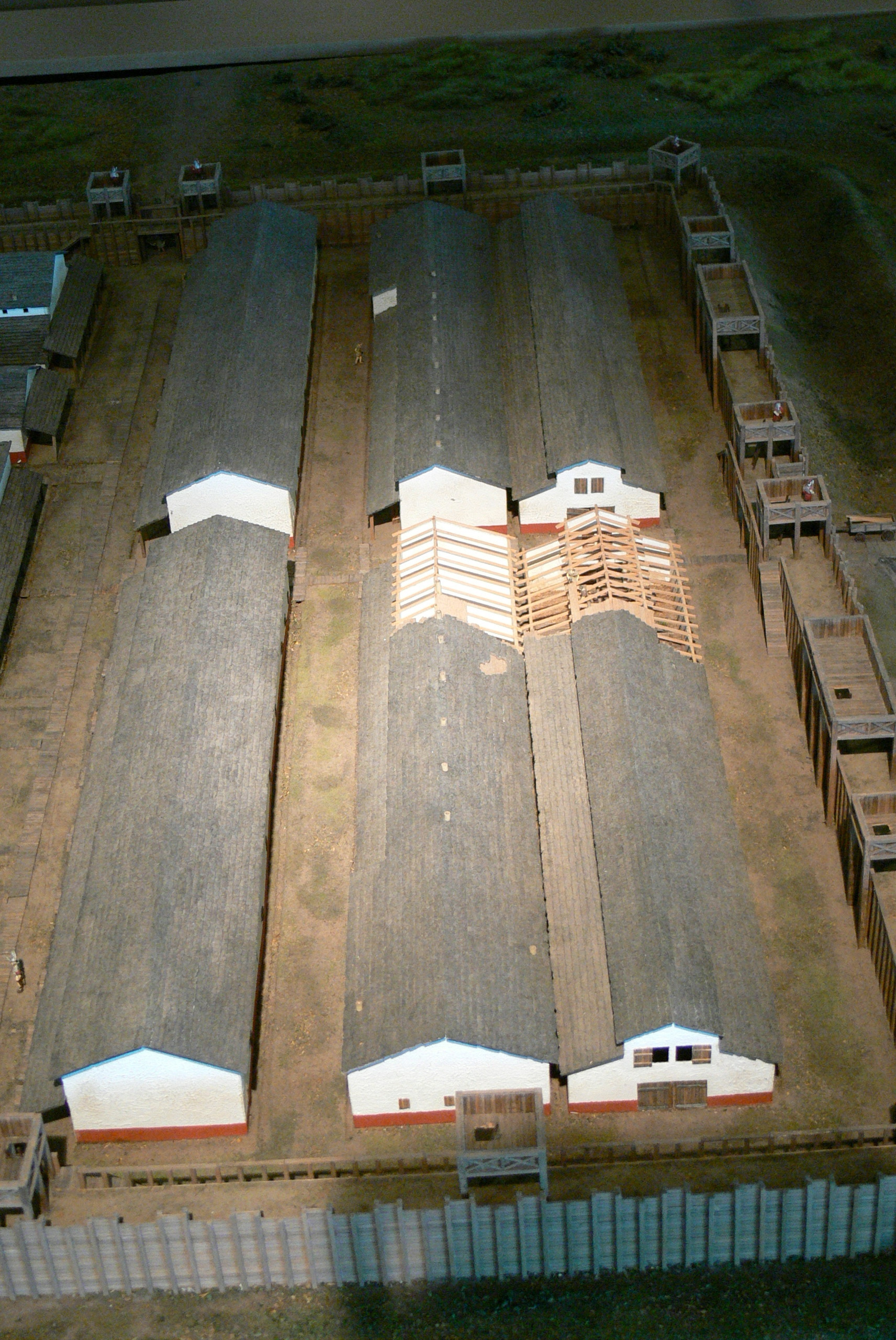
Mannschaftsbaracken und Pferdeställe (rechts) in der ersten Bauperiode

Principia, Periode 1, Bauphase 1c

Die Innenbebauung der ersten Periode bestand zunächst als kurzfristige Holzkonstruktion, bevor die Anlage für eine Cohors quingenaria equitata, eine teilberittene, rund 500 Mann starke Einheit, in Blockbauweise beziehungsweise als Fachwerkkonstruktion ausgebaut wurde. Der Gesamtaufbau entsprach bereits weitgehend dem bekannten mittelkaiserzeitlichen Schema. Um die Principia (Stabsgebäude) und das Haus des Kommandanten gruppierten sich Mannschaftsunterkünfte und Pferdeställe. Beobachtungen an den untersten Überresten der Fachwerkwände ergaben für Oberstimm, dass die Außenseiten der Wände überputzt und weiß getüncht waren. Dies galt nicht nur für die Gefache, sondern auch für die hölzernen Ständer.
In der zweiten Bauphase der ersten Periode war den vorflavischen Principia an ihrer Ostseite zur Via principalis hin möglicherweise eine 2,40 Meter tiefe Porticus vorgelagert. Hatte der Besucher diesen Zugang durchschritten, trat er in einen rechteckigen, von einer hölzernen Porticus umstandenen Innenhof, der lediglich an seiner rückwärtigen Seite eine Raumflucht aufwies. Das in dieser Zeile mittig angeordnete Fahnenheiligtum (Sacellum) (Raum 1) sowie die sich nördlich anschließenden Räume 2 und 3 waren mit 4,60 × 4,50 Metern gleich groß. Im Bereich dieses Fahnenheiligtums war der Aufbewahrungsort für die Truppenkasse als holzverschalte Grube angelegt worden. Hier fanden sich zwei in neronischer Zeit geprägte Münzen, die in Bezug auf das Ende der ersten Nutzungsphase des Kastells als terminus ante quem gelten können. Eine erste Datierung sowohl des gut erhaltenen, gefütterten Aureus als auch des teils stark beschädigten Dupondius in die Jahre 63/68 hatte der Archäologe und Numismatiker Hans-Jörg Kellner (1920–2015) vorgenommen. Nach einer neueren Zuordnung der neronischen Münzen durch die englische Numismatikerin Carol H. V. Sutherland (1908–1986) ist der dicht über der Sohle des Erdkellers geborgene Aureus um 64/65 n. Chr. geprägt worden, während der Dupondius aus der Zeit um 66 n. Chr. stammt. Neben diesen Schlussmünzen fanden sich noch zwei As-Münzen aus der Regierungszeit des Kaisers Tiberius (14–37) von 14/37 n. Chr. und von 22/37 n. Chr. Der Archäologe Stefan F. Pfahl schlug vor, die Münzen mit einem Bauopfer in Verbindung zu bringen, da es seiner Meinung nach ein merkwürdiger Zufall gewesen wäre, wenn gleich fünf Münzen unbemerkt auf dem Boden liegen geblieben wären. Weiterhin sah er die beiden Schlussmünzen in Verbindung mit dem Nutzungsende des Erdkellers.

#### Wandmalereien
Aus dem Kastell der Periode 1 stammen Verputzreste mit mehreren Farbschichten. Diese Fragmente gehören zu den wichtigsten Nachweisen von Wandmalereien in einem baulichen militärischen Kontext in vorflavischer Zeit. Wie die Fischgrätmuster und Lehmreste auf den Rückseiten der Malereireste zeigen, waren diese Verputze auf Fachwerkwände aufgetragen. Es ist möglich, die Oberstimmer Malereien unterschiedlichen Dekorationssystemen zuzuweisen.

#### Ende
Wohl bis spätestens gegen 68 n. Chr. blieb das Kastell der Periode I besetzt. Dann scheint es kurzfristig mehr oder minder vollständig aufgelassen worden zu sein. Im Gegensatz zu anderen frühen Kastellstandorten wie in Aislingen, Burghöfe und Rißtissen fand sich keine Brandschicht, die auf die im Vierkaiserjahr 69 n. Chr. ausgebrochenen Unruhen hinweisen könnte. Schönberger sah darin einen Beleg dafür, dass Oberstimm zu dieser Zeit keine Garnison mehr hatte.

### Periode 2

Südteil der Porta praetoria in den Bauperioden 1 bis 2a; Grabungsergebnisse 1984/85

Auf den Beginn der zweiten Bauphase weist eine lediglich leicht abgegriffene Münze hin, die sich in einer großen Materialentnahmegrube im nordwestlichen Kastellbereich fand. Damit lässt sich die Periode 2 der frühflavischen Zeit bald nach 78 n. Chr. zuordnen. Pferdehirt kam 1986 bei den über die Keramik geführten Datierungsansätzen einzelner Oberstimmer Bauperioden zu etwas anderen Schlussfolgerungen als Schönberger, der den Beginn der zweiten Periode aufgrund eines singulären Sigillatastempels in die domitianische Regierungszeit (81–96) datierte. Auf einen flavischen Datierungsansatz könnte jedoch auch die erneute Bautätigkeit in anderen frühen Kastellen Rätiens hinweisen. Dort kann man sich auf dendrochronologische Daten und Bauinschriften stützen. So datiert eine Bauinschrift aus dem Kastell Kösching in das Jahr 80 n. Chr. Dazu passend war eine ebenfalls aus Kösching stammende dendrochronologische Datierung für das Jahr 79 n. Chr. Aus den Jahren 77/78 n. Chr. wiederum stammt eine weitere militärische Bauinschrift, die in Günzburg aufgefunden wurde. Allgemein hielt Pferdehirt die in Oberstimm angesetzte strenge Trennung einzelner Epochen anhand der Sigillatadekorationen für nicht angebracht, da die Dekorationswechsel fließend waren.

#### Umwehrung und Innenbebauung
Während der Periode 2 behielt die Holz-Erde-Umwehrung des Kastells ihre Breite von 3,25 Meter. Allerdings fand eine Generalsanierung statt, bei der fast alle Pfosten an der Außenseite, aber nur einige an der Innenseite der Holzverschalung ausgewechselt wurden. Witz gelang es 1909, die Grundmauern von zwei zusammenhängenden, rechteckigen Steinbauten freizulegen. Den östlichen dieser Bauten interpretierte Friedrich Drexel (1885–1930) im Jahr 1919 als Stabsgebäude des Kastells. Diese Principa waren der Vorgängerbebauung im Grundriss prinzipiell sehr ähnlich. Erneut gab es nördlich und südlich des Innenhofs keine zusätzlichen Räume, lediglich eine rückwärtige Raumflucht war vorhanden. Auch hier war die Raumaufteilung sehr ähnlich wie die der Vorgängerbebauung und besaß offensichtlich die gleiche Quadratmeterzahl. Diese Ähnlichkeiten hatten ihre Ursache drin, dass die Erbauer der neuen Principia deren steinerne Außenfundamente sowie die ebenfalls in Stein gesetzten Grundmauern der rückwärtigen Räume exakt über den älteren Pfostengruben und -gräbchen errichtet hatten. Zumindest die Grundrisse des Stabsgebäudes der Periode 1 müssen also während des Baubeginns der Periode 2 noch deutlich erkennbar gewesen sein. Im Fahnenheiligtum, das ebenfalls mittig in dieser hinteren Raumzeile angeordnet war, hatte der holzverschalte Erdkeller aus der Periode 1 allerdings einem aus großen Quadersteinen errichteten rechteckigen Nachfolgekeller mit einem Quadratmeter Fläche Platz machen müssen.

#### Ende
In einer letzten Bauperiode 2a verschoben die Soldaten nach den Überlegungen von Schönberger und Köhler die Kastellmauer um fast 20 Meter nach Osten und vergrößerten damit der Innenbereich des Lagers von 1,43 auf 1,66 Hektar. Entgegen ersten, anders lautenden Vermutungen durch Summerer und Köhler lassen sich so die Befunde berichtigen, die 1984 und 1985 im Bereich der Porta praetoria aufgenommen worden waren. Die Grabungstechnikerin konnte zwischen dem inneren und dem äußeren Graben Pfostenstandspuren freilegen, die unmissverständlich auf ein größeres Lagerareal hinweisen. Nach der Erweiterung wurde der Streifen mit der ältere Kastellmauer aus den Perioden 1 und 2 einplaniert. Die zu diesen Perioden gehörende ältere, dreiphasige Porta praetoria lag genau in einer Achse zum jüngeren, einphasigen Nachfolgerbau. Auch dieser besaß eine doppelte Durchfahrt und wurde von zwei flankierenden Türmen gesichert, die als Sechspfostenbau ausgeführt waren. Im Bereich des Tores erreichte der wie der innere Graben noch zur älteren Ausbauphase gehörende äußere Graben im selben Planum eine Breite von 11 Metern. Die Sohle dieses Grabens war jedoch schon bei 1,50 Metern Tiefe erreicht.
Aus dem westlichen inneren Graben wurde das bereits weiter oben erwähnte Bilderschüsselfragment aus den Saturninus-Satto-Töpfereien geborgen, das beweist, dass dieser Graben noch in traianisch-frühhadrianischer Zeit bis zum Grund hin offen stand. Ein „sehr gut erhaltener Sesterz“ und ein „nahezu stempelfrischer“ Dupondius aus der Regierungszeit des Kaisers Hadrian (117–138) von 119/121 n. Chr. unterstützen diese Enddatierung. Schönberger, der schon vor Aufdeckung der Befunde von 1984/85 die These vertrat, der äußere Graben wäre wohl ebenfalls bis zu diesem Zeitpunkt in Stand gehalten und anschließend überdeckt worden, blieb auch nach der Entdeckung der Periode 2a dabei, dass der äußere Graben, der dieser Erweiterung als Vorfeldhindernis hätte dienen können, zeitgleich mit dem inneren Graben noch in den zwanziger Jahren des 2. Jahrhunderts verfüllt wurde. Schönberger und Köhler versuchten diese Ungereimtheit zu erklären. Sie gingen davon aus, dass aus bautechnischen Gründen zunächst der innere Graben verfüllt wurde, bevor die Errichtung der Umwehrungs-Periode 2a begann. Diese These unterstützt unter anderem die sterilere Verfüllung dieses Grabens, in der sich offenbar auch Reste der einplanierten Holz-Erde-Mauer der Perioden 1 bis 2 befanden. Gänzlich anders zeigte sich die Verfüllung des äußeren Grabens, der logischerweise der neu errichteten Erweiterung in brauchbarem Zustand hätte erhalten bleiben müssen. In diesem Graben fanden sich überwiegend dunkelbraune bis graubraune, lehmig-humose Einlagerungen und einige wenige Kalksteine und Ziegelfragmente. Im Verhältnis zum inneren Graben wurde ein wesentlich umfangreicheres Sigillatenmaterial gesichert. Allerdings ließ sich aus diesen Fragmenten keine zeitlicher Unterschied in der Zuschüttung beider Gräben gewinnen. Im Gegenteil, der Sigillatenbestand ist in beiden Umfassungsgräben der gleiche. Daher ist davon auszugehen, dass die Erweiterung erst kurz vor der planmäßigen Aufgabe des zuletzt hauptsächlich als Nachschub- und Versorgungsbasis genutzten Kastells erfolgte. Offensichtlich hatten sich die militärischen Planungen für Oberstimm kurzfristig geändert. Da mit Hilfe der Funde nicht entschieden werden kann, wie lange der innere Graben vor dem äußeren verfüllt wurde, bleibt es bei einer Indizienlösung dieses Problems.
Da die Bodenverhältnisse in Oberstimm bei Nässe schnell zu Verstürzen führen, kann davon ausgegangen werden, dass die Funde aus dem Grabenwerk wohl recht schnell überdeckt wurden, als die Gräben keine Reinigung mehr erfuhren.

## Horrea

Die Grabungsergebnisse nach Aufdeckung der Hallenbauten im Jahr 1982

Bewuchsmerkmale in einer landwirtschaftlich genutzten Fläche nordöstlich des römerzeitlichen Kastells ließen im Frühsommer 1981 ungewöhnlich große Bauten erkennen. Bereits im Herbst desselben Jahres gelang es im Einklang mit geplanten Flurbereinigungsmaßnahmen, auf dem mutmaßlichen Areal erste archäologische Suchschnitte durchzuführen. Dies führte zu ersten Hinweisen auf römische Gebäudespuren. Im Frühjahr 1982 bestätigten weitere Untersuchungen den römischen Ursprung der Bauten. Diese waren in Holzbauweise errichtet worden und bestanden aus zwei großen, dreischiffigen Hallenbauten von je rund 46 × 24 Metern Größe, die sich mit ihren nordöstlich-südwestlich orientierten Schmalseiten gegenüberstanden. Der nordöstliche Bau war bereits zu mehr als einem Drittel durch eine alte Kiesentnahmestelle gestört worden, dennoch ließ sich feststellen, dass beide Bauten vier durchgehende Reihen von je zwölf Pfostengruben besaßen. Die Seitenschiffe besaßen eine lichte Weite von je sechs Metern, die Mittelschiffe eine von je zwölf Metern. An den Schmalseiten standen je sechs Pfosten. Im nordöstlichen Bau konnten zwischen den rund zwei Meter tiefen und rund zwei Meter durchmessenden Pfostengruben teilweise kleine Zwischenpfosten erkannt werden. Es konnte dokumentiert werden, dass die möglicherweise aus Eiche bestehenden verkohlten Pfostenreste im Aufgehenden einen quadratischen Querschnitt aufwiesen und eine Kantenlänge von etwa 0,50 Metern besaßen. Entlang der Gebäude bestanden mehrere Bretterzäune, die seitlich durch Pfosten gestützt wurden. Um die Gebäude wurden zahlreiche Abfallgruben aufgedeckt. Dort fanden sich zahlreiche Eisennägel, die eventuell aus der Bauzeit dieser Hallenbauten stammen könnten. Daneben fanden sich Keramikfragmente des frühen 2. Jahrhunderts n. Chr. sowie drei sehr gering abgenutzte bronzene Münzen aus den Regierungszeiten der Kaiser Domitian (81–96), Nerva (96–98) und Trajan (98–117). Die Größe der Bauten weist auf einen Lebensmittelumschlag hin, der die gewöhnlichen Bedürfnisse der Oberstimmer Garnison bei weitem übertraf und auf einen überregionalen Versorgungsstützpunkt hinweist.
Im Jahr 2009 wurde am über die Donau geschobenen Kastell Munningen südwestlich der Garnison ein wohl ebenfalls dreischiffiger hölzerner Hallenbau angeschnitten, der mindestens 38 × 18 Meter umfasste. Eine hier mögliche dendrochronologische Untersuchung ergab, dass die bis zu 0,70 Meter mächtigen Kiefernständer im späten Frühjahr beziehungsweise im Frühsommer 112 n. Chr. (Waldkante) gefällt worden waren. Damals wurde Munningen als Garnisonsort ebenfalls aufgelassen und der Standort offensichtlich für das Militär zum Versorgungsdepot umgewidmet.

## Schiffe mediterraner Bauart

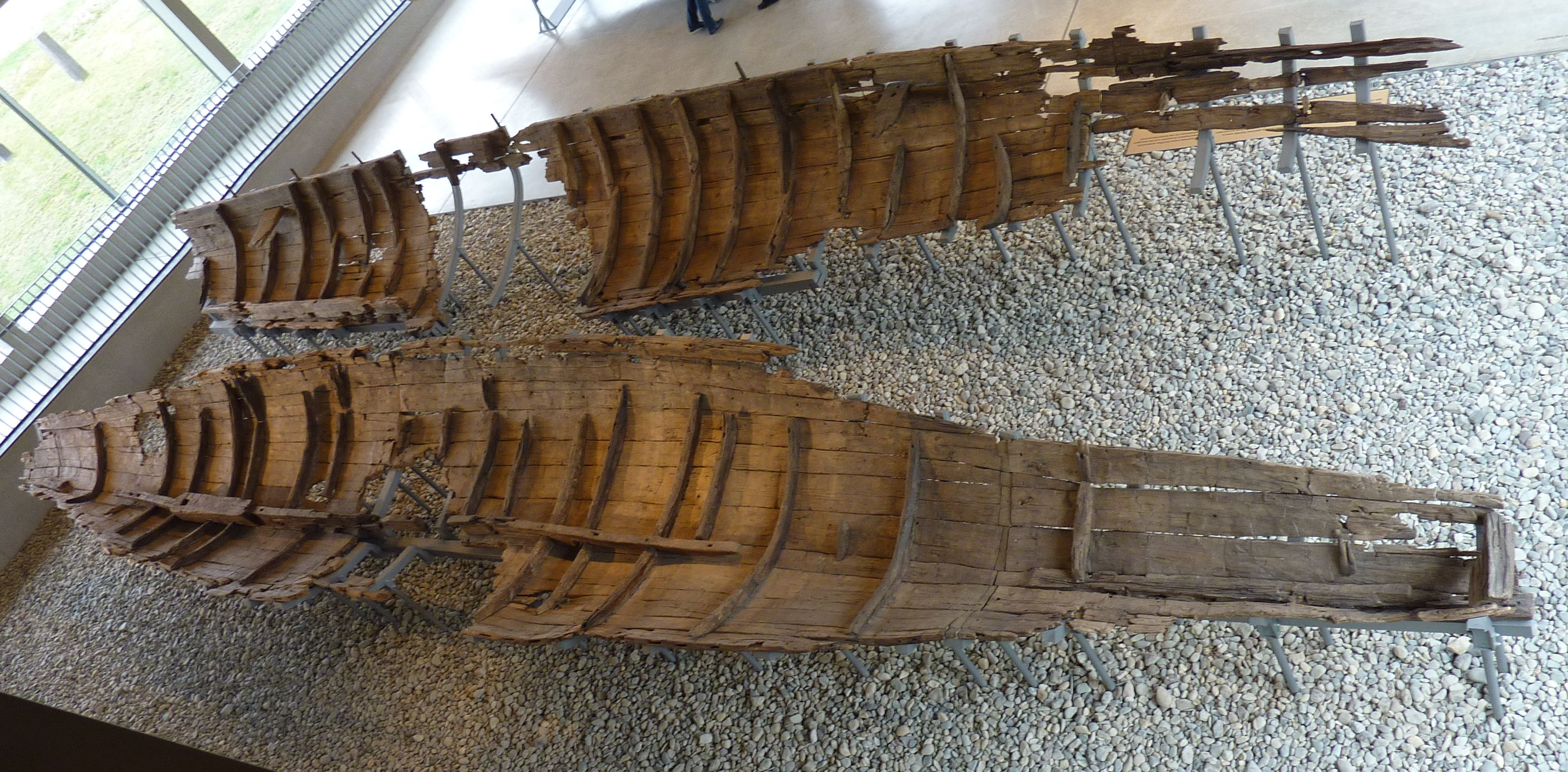
Die beiden Militärschiffe im Museum

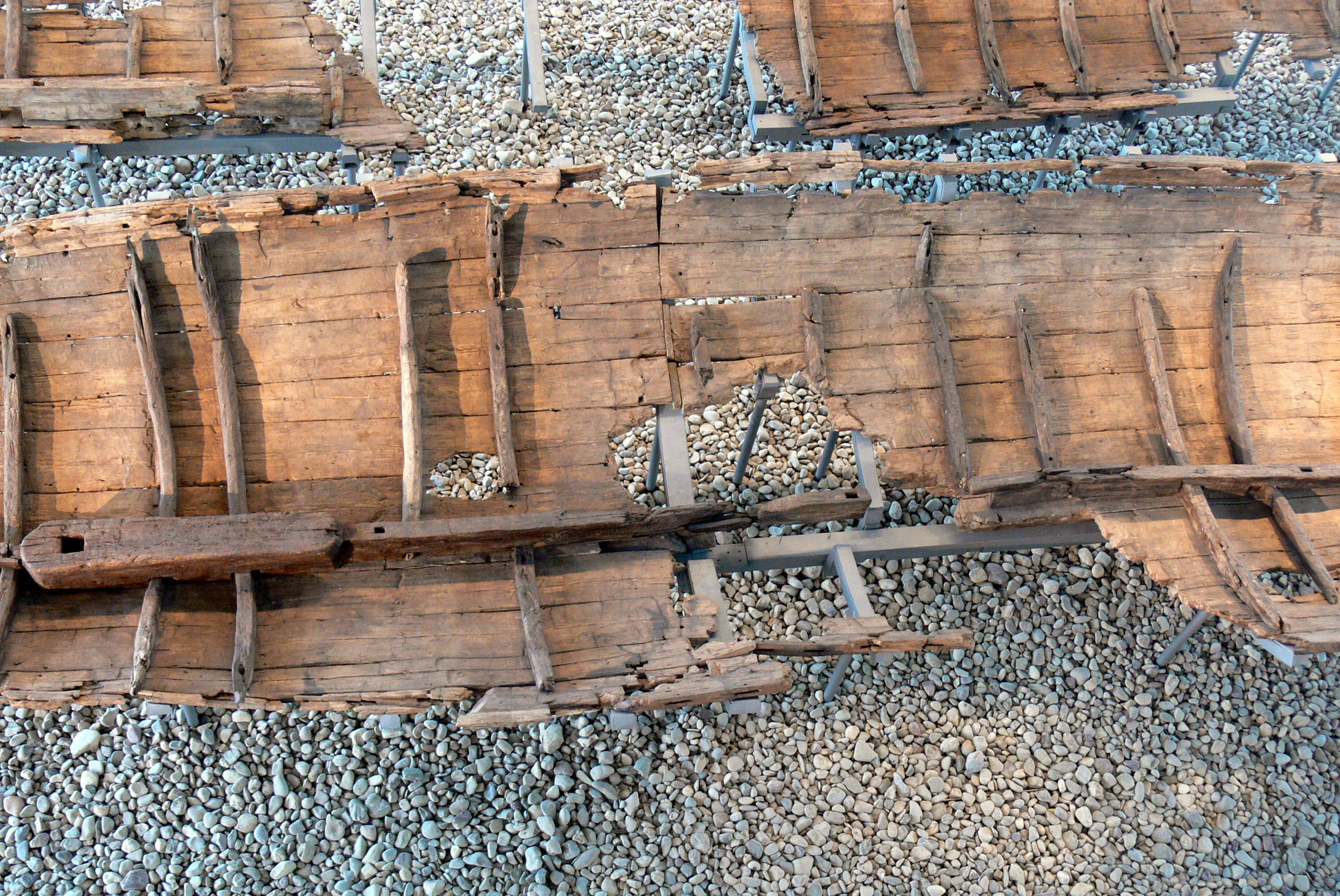
Schiffsdetail

Nicht vor spätneronisch-flavischer Zeit, dendrochronologisch gesichert ab 51 n. Chr., fanden wiederholt Baumaßnahmen am östlichen Ufer der heutigen Brautlach, eines Nebenflusses der Donau, statt. Das verlandete römerzeitliche Flussbett der heute unbedeutend wirkenden Brautlach konnte während der Antike von Schiffen befahren werden. Bei den uferseitigen Baumaßnahmen wurden Pfahlreihen entlang des Ufers in den Boden gerammt. Sehr späte Dendrodaten dieser Hölzer stammen aus den Jahren 118, 122 und nach 130 n. Chr. Bei einer um 92 n. Chr. – zu Beginn der Periode 2 des Kastells – angelegten Pfahlreihe mutmaßten die Ausgräber eine Uferbefestigung, was jedoch keineswegs gesichert ist.
Im Jahr 1994 wurden 50 Meter westlich des Kastells im alten Flussbett der Brautlach die bereits 1986 bei einem Baggerabzug entdeckten breit-flachen Rumpfreste zweier mittelkaiserzeitlicher römischer Patrouillenboote geborgen. Die mediterrane Bauart wird durch die Nut- und Federtechnik deutlich, die bei der Verbindung der Planken Verwendung fand. Der 2,45 Meter tief gelegene Fundort beider Schiffe lag zwischen und zum Teil auch unter einem jüngeren römerzeitlichen Uferverbau, dessen Pfosten die Rümpfe teils durchschlagen hatten. Die dendrochronologische Eichenholzuntersuchung datiert die beiden Ruderfahrzeuge in die Jahre 90 n. Chr. ± 10 und 102 n. Chr. ± 10 Jahre. Da die Pfosten der am Ufer eingeschlagenen Pfähle im Jahr 118 n. Chr. gefällt wurden, ist bewiesen, dass das Militär beide Schiffe nach nur kurzer Betriebszeit wieder außer Dienst stellte.

## Fundverbleib
Funde aus dem Kastell und den dazugehörigen Anlagen befinden sich im Kelten-Römer-Museum in Manching sowie im Stadtmuseum Ingolstadt.

## Denkmalschutz
Das Kastell Oberstimm und die erwähnten Anlagen sind als eingetragene Bodendenkmale im Sinne des Bayerischen Denkmalschutzgesetzes (BayDSchG) geschützt. Nachforschungen und gezieltes Sammeln von Funden sind erlaubnispflichtig, Zufallsfunde sind den Denkmalbehörden anzuzeigen.

### Kastell und weitere militärische Einrichtungen
- Stefan F. Pfahl: Goldene Zeiten am Limes. Rätische Münzbauopfer aus Aalen und Oberstimm. In: Der Limes 1 (2014), S. 32–36.
- Claus-Michael Hüssen: Militaria und Werkabfälle trajanischer Zeit aus dem Kastell Oberstimm, Gde. Manching, Lkr. Pfaffenhofen a. d. Ilm / Eine Hirschfibel aus dem Dürnbucher Forst bei Münchsmünster. In: Hans-Ulrich Voß, Peter Hammer, Joachim Lutz: Römische und germanische Bunt- und Edelmetallfunde im Vergleich. Archäometallurgische Untersuchungen ausgehend von elbgermanischen Körpergräbern. In: Bericht der Römisch-Germanischen Kommission. Band 79, 1998 (2000), S. 234–238.
- Hans Schönberger, Heinz-Jürgen Köhler, Hans-Günther Simon: Neue Ergebnisse zur Geschichte des Kastells Oberstimm. In: Bericht der Römisch-Germanischen Kommission 70 (1989), S. 243–319.
- Hans Schönberger, Heinz-Jürgen Köhler, Olaf Höckmann: Die östliche Umwehrung des Kastells Oberstimm und Schiffe mediterraner Bauart auf seiner Westseite. In: Das Archäologische Jahr in Bayern 1987 (1988), S. 106–108.
- Hans Schönberger, Heinz-Jürgen Köhler, Olaf Höckmann: Die Ostumwehrung des Kastells Oberstimm – Schiffe mediterraner Bauart auf seiner Westseite. In: Germania. Band 66, Nummer 1, 1988, S. 170–175.
- Karl-Heinz Rieder: Römische Hallenbauten bei Oberstimm. In: Helmut Bauer: Die Donau zwischen Lech und Altmühl: Geschichte und Gegenwart einer Kulturlandschaft. Donau Kourier, Ingolstadt 1987, ISBN 3-920253-20-5, S. 29–30.
- Heinz-Jürgen Köhler, Petra Summerer: Neue Befunde an der östlichen Umwehung des Kastells Oberstimm, Landkreis Pfaffenhofen a.d. Ilm, Oberbayern. In: Das archäologische Jahr in Bayern 1985 (1986), S. 99–101.
- Karl-Heinz Rieder: Römische Hallenbauten bei Oberstimm, Gemeinde Manching, Landkreis Pfaffenhofen a.d. Ilm, Oberbayern. In: Das Archäologische Jahr in Bayern 1982 (1983), S. 101–103.
- Hans Schönberger u. a.: Kastell Oberstimm. Die Grabungen von 1968 bis 1971. Mann, Berlin 1978 (= Limesforschungen, Band 18).
- Hans Schönberger: Die Wasserversorgung des Kastells Oberstimm. In: Germania. Band 54, Teil 2, 1976, S. 403–408.
- Hans Schönberger: Das Römerkastell Oberstimm. Bericht über die Grabungen von 1968 bis 1971. In: Bayerische Vorgeschichtsblätter 37 (1972), S. 31–37; derselbe Bericht auch in: Archäologisches Korrespondenzblatt 2, (1972); S. 207–209.
- Hans Schönberger: Das Römerkastell Oberstimm. Bericht über die Ausgrabungsergebnisse der Jahre 1968 bis 1971 In: Ingolstädter Heimat-Blätter 34 (1971), S. 37–40.
- Günter Ulbert: Zum claudischen Kastell Oberstimm (Landkreis Ingolstadt). In: Germania. Band 35, 1957, S. 318–327, doi:10.11588/ger.1957.44137.
- Karl Vierling: Oberstimm. In: Sammelblatt des Historischen Vereins Ingolstadt 30 (1906), S. 11–14.

### Militärschiffe
- Ronald Bockius: Die römerzeitlichen Schiffsfunde von Oberstimm in Bayern. Mit Beiträgen von Wolfgang Böhler, Sylvia Cebulla, Guido Heinz, Andreas Marbs, Ellen Raskop (= Monographien des Römisch-Germanischen Zentralmuseums Mainz 50), Römisch-Germanisches Zentralmuseum, Mainz 2002, ISBN 978-3-88467-068-2.
- Albert Kremer: Die Bergung der Römerschiffe von Oberstimm. In: Arbeitsblätter für Restauratoren: Gruppe 20 – Grabungstechnik, 30, Heft 2 (1997), S. 325–328.
- Claus-Michael Hüssen, Karl Heinz Rieder, Holger Schaaff: Die Römerschiffe in Oberstimm – Ausgrabung und Bergung. In: Das Archäologische Jahr in Bayern 1994 (1995), S. 112 ff.
- Olaf Höckmann: Römische Schiffsfunde westlich des Kastells Oberstimm. In: Bericht der Römisch-Germanischen Kommission 70 (1989), S. 321–350.